# Charline Bourgeois-Tacquet
Charline Bourgeois-Tacquet, née le 11 janvier 1986 à Royan, est une réalisatrice et actrice française.

## Biographie
Après des études de lettres et un début d'activité professionnelle aux éditions Grasset, Charline Bourgeois-Tacquet réalise deux courts métrages, Joujou, en 2015, présenté au festival Chéries-Chéris, et Pauline asservie, présenté notamment au festival de Cannes 2018 dans la compétition courts de la Semaine de la critique.
Son premier long métrage, Les Amours d'Anaïs, est sélectionné à la Semaine de la critique 2021, en séance spéciale (film du 60e anniversaire).

## Filmographie

### Actrice
- 2014 : Pas son genre de Lucas Belvaux : la femme de la Cinémathèque
- 2015 : Qui c'est les plus forts ? de Charlotte de Turckheim : l'infirmière
- 2015 : Floride de Philippe Le Guay : la vendeuse de la jardinerie
- 2016 : L'Avenir de Mia Hansen-Løve : la chef de rayon aux éditions Cartet
- 2016 : Joujou (court-métrage) d'elle-même : Pauline
- 2021 : Ouistreham d'Emmanuel Carrère : Charline
- 2024 : Hors du temps d'Olivier Assayas : la seconde journaliste

### Réalisatrice

#### Courts métrages
- 2016 : Joujou
- 2018 : Pauline asservie

#### Long métrage
- 2021 : Les Amours d'Anaïs

## Distinctions

### Récompense
- Festival international du court métrage de Clermont-Ferrand 2019 : Prix Télérama pour Pauline asservie[5]

### Sélections
- Festival de Cannes 2018 : en compétition à la 57e Semaine de la critique pour Pauline asservie
- Festival de Cannes 2018 : séance spéciale du 60e anniversaire à la 60e Semaine de la critique pour Les Amours d'Anaïs